# Kanton Périgueux-Nord-Est
Der Kanton Périgueux-Nord-Est war von 1973 bis 2015 ein französischer Wahlkreis im Arrondissement Périgueux, im Département Dordogne und in der Region Aquitanien; sein Hauptort war Périgueux, Vertreter im Generalrat des Départements war zuletzt von 2004 bis 2015 Francis Colbac (PCF). 

## Gemeinden
Der Kanton bestand aus drei Gemeinden und einem Teil der Stadt Périgueux. In der nachfolgenden Tabelle ist für alle Gemeinden jeweils die gesamte Einwohnerzahl angegeben.
| Gemeinde         | Einwohner Jahr | Fläche km² | Bevölkerungsdichte | Code INSEE | Postleitzahl |
| ---------------- | -------------- | ---------- | ------------------ | ---------- | ------------ |
| Champcevinel     | 2.790 (2013)   | 17,72      | 157 Einw./km²      | 24098      | 24750        |
| Château-l’Évêque | 2.116 (2013)   | 35,68      | 59 Einw./km²       | 24115      | 24460        |
| Périgueux        | 30.036 (2013)  | –          | – Einw./km²        | 24322      | 24000        |
| Trélissac        | 6.836 (2013)   | 22,88      | 299 Einw./km²      | 24557      | 24750        |

## Bevölkerungsentwicklung
| 1990   | 1999   | 2006   | 2011   |
| ------ | ------ | ------ | ------ |
| 16.813 | 16.661 | 17.527 | 18.207 |